# Jekaterina Grigorjeva (model)
Jekaterina Sergejevna Grigorjeva (Olenegorsk (Oblast Moermansk), 15 september 1989) is een Russisch model, professioneel bekend als Kate Grigorieva.

## Modellencarrière
Grigorieva studeerde aan de Murmansk State Technical University. Haar hoofdvak was marketing. Ze nam deel aan de Miss Rusland 2010 verkiezing, maar kwalificeerde zich niet. Haar volgende poging kwam in 2010. Hierbij haalde ze de top 10. Grigorieva deed ook mee aan de vierde editie van Russia's Next Top Model. Ook hier won ze niet, ze werd tweede. Echter kreeg ze alsnog snel een contract aangeboden door een modellenbureau in New York.
Na haar deelname aan Top Model kreeg ze een contract aangeboden door The Lions. Dit resulteerde in haar internationale debuut tijdens de 2014 Fashion week in New York. Ze opende Donna Karan en liep onder andere voor Ralph Lauren. Sindsdien heeft ze verschillende shows gelopen, onder andere in Parijs en Milaan. Hier liep ze voor Gucci, Dolce & Gabbana, Roberto Cavalli en anderen. Aan het eind van 2014 werd ze door de site models.com verkozen als een van de beste ontdekkingen van dat seizoen.
Op 2 december 2014 maakte Grigorieva haar debuut tijdens de Victoria's Secret Fashion Show. In april 2015 werd bekendgemaakt dat Grigorieva een van de nieuwe Angels is.